# Chimimexco
Chimimexco är en ort i Mexiko.   Den ligger i kommunen Tampacán och delstaten San Luis Potosí, i den sydöstra delen av landet, 220 km norr om huvudstaden Mexico City. Chimimexco ligger 83 meter över havet och antalet invånare är 199.
Terrängen runt Chimimexco är kuperad söderut, men norrut är den platt. Runt Chimimexco är det ganska tätbefolkat, med 179 invånare per kvadratkilometer. Närmaste större samhälle är Tamazunchale, 15,9 km söder om Chimimexco. Omgivningarna runt Chimimexco är en mosaik av jordbruksmark och naturlig växtlighet.